# Ons Lajili
Ons Lajili (arabe : أنس لاجيلي), née le 14 juillet 1999, est une triathlète tunisienne.

## Carrière
Ons Lajili est sacrée championne d'Afrique des moins de 23 ans en 2019 à Maurice.
Elle est médaillée d'or en relais mixte aux Jeux africains de 2019 à Rabat avec Mohamed Aziz Sebai, Syrine Fattoum et Seifeddine Selmi ; elle termine quatrième de l'épreuve individuelle.

## Palmarès
Le tableau présente les résultats les plus significatifs (podium) obtenus sur le circuit international de triathlon depuis 2020.
| Année | Compétition                            | Pays     | Position           | Temps           |
| ----- | -------------------------------------- | -------- | ------------------ | --------------- |
| 2021  | Jeux africains en relais mixte         | Maroc    | Médaille d'or      | 1 h 16 min 30 s |
| 2020  | Coupe d'Afrique - l'étape de Troutbeck | Zimbabwe | Médaille de bronze | 1 h 25 min 14 s |
| 2019  | Championnats d'Afrique en relais mixte | Maurice  | [ 4 ]              | 1 h 43 min 31 s |